# Karl-Theodor zu Guttenberg
Karl-Theodor Maria Nikolaus Johann Jacob Franz Philipp Joseph Sylvester Barão de Guttenberg (port.: Carlos-Teodoro Maria Nicolau João Jacó Francisco Felipe José Silvestre (Munique, 5 de dezembro de 1971), conhecido como Karl-Theodor zu Guttenberg, é um político alemão (CSU) e foi, entre  28 de outubro de 2009 e 1 de março de 2011, o Ministro da Defesa da Alemanha. Foi Ministro da Economia e Tecnologia da Alemanha de fevereiro a outubro de 2009. De novembro de 2008 a fevereiro de 2009 foi secretário-geral da CSU.
Em fevereiro de 2011, Karl-Theodor zu Guttenberg foi acusado de plágio e ficou sem o seu título de doutor em direito. Ele havia obtido o título em 2007. A Universidade de Bayreuth retirou de Karl-Theodor zu Guttenberg o título do doutorado em 22 de fevereiro de 2011. Segundo o reitor da universidade, o ministro violou "consideravelmente" as regras dos doutorados, não creditando correctamente as fontes e a bibliografia utilizadas em seu trabalho. É acusado de ter copiado passagens inteiras de outras teses sem citar os seus autores. Isto valeu a ele pelo menos duas queixas na justiça, e o apelido de "Barão copia-cola" e "Barão von Googleberg".
Em 1 março de 2011 Karl-Theodor zu Guttenberg anunciou em Berlim sua renúncia como ministro da Defesa de Alemanha e da renúncia do mandato parlamentar.